# Dumont d'Urville (L9032)
Dumont d'Urville (L9032) byla tanková výsadková loď Francouzského námořnictva, která byla postavena v loděnici Rouen. Jednalo se o jednotku třídy Champlain.

## Technické specifikace
Loď měřila na délku 80 m a na šířku 13 m. Ponor dosahoval hloubky 3 m a standardní výtlak lodi činil 770 t. Dumont d'Urville dokázal plout rychlostí 30 km/h a běžnou posádku tvořilo 44 důstojníků a námořníků a 276 vojáků.

## Výzbroj
Dumont d'Urville byla vyzbrojena dvěma 40mm protiletadlovými kanóny a dvěma 12,7mm kulomety. Loď disponovala přistávací plochou pro jeden vrtulník.